# Onychognathus tenuirostris
El estornino picofino (Onychognathus tenuirostris) es una especie de ave paseriforme de la familia Sturnidae propia de África oriental. 

## Distribución
Se distribuye a través de Burundi, la República Democrática del Congo, Eritrea, Etiopía, Kenia, Malawi, Ruanda, Tanzania, Uganda y Zambia.

## Subespecies
Se reconocen dos subespecies:
- O. t. tenuirostris (Rüppell, 1836) – se encuentra en Eritrea y Etiopía;
- O. t. theresae Meinertzhagen, R, 1937 – se extiende desde el este de la República Democrática del Congo a Uganda, Kenia, Tanzania y Malawi.